# Hakiulus diversifrons
Hakiulus diversifrons är en mångfotingart som först beskrevs av Charles Thorold Wood 1867.  Hakiulus diversifrons ingår i släktet Hakiulus och familjen Parajulidae. Inga underarter finns listade i Catalogue of Life.